# 大眼海龍
大眼海龍（学名：Syngnathus macrophthalmus），為輻鰭魚綱棘背魚目海龍魚科海龍屬的其中一種，該物種主要分布於紅海海域，體長可達12.2公分，棲息在礁石區。